# Wickham River
Der Wickham River ist ein Fluss im Nordwesten des australischen Northern Territory. Häufig führt er in der Trockenzeit wenig oder gar kein Wasser.

## Geografie

### Flusslauf
Der Fluss entsteht an den Südhängen des Mount Kinon, westlich des Gregory-Nationalparks, am Zusammenfluss von Emily Creek und Lily Creek. Er fließt nach Nordosten durch den Südteil des Nationalparks und durchfließt die Siedlung Victoria River Downs. Ab dort begleitet er etwa zwölf Kilometer weit den Buchanan Highway und unterquert ihn schließlich kurz vor seiner Mündung in den Victoria River.

### Nebenflüsse mit Mündungshöhen
Nebenflüsse des Wickham River sind:
- Emily Creek – 341 m
- Lily Creek – 341 m
- Soda Springs Creek – 322 m
- Midnight Creek – 278 m
- Broadarrow Creek – 175 m
- Cusack Creek – 154 m
- Depot Creek – 129 m
- Gibbie Creek – 127 m
- Humbert River – 96 m

### Durchflossene Seen
Der Wickham River durchquert ein Wasserloch, in dem sich auch dann Wasser findet, wenn der Fluss selbst keines führt:
- Johnston Billabong – 117 m